# Перов Віталій Іванович
Віталій Іванович Перов (15 квітня 1951, місто Лисичанськ, тепер Луганської області) — радянський діяч, 1-й секретар Калінінградського міського комітету КПРС Московської області, секретар Московського обкому КПРС. Член ЦК КПРС у 1990—1991 роках. Доктор економічних наук (2008).

## Життєпис
У 1974 році закінчив Харківський авіаційний інститут.
У 1974—1976 роках — інженер-конструктор, секретар комітету комсомолу Калінінградського машинобудівного заводу Московської області.
У 1976—1983 роках — інженер-конструктор ІІІ категорії, заступник начальника цеху виробничого об'єднання «Стріла» в місті Калінінграді; завідувач відділу Калінінградського міського комітету КПРС Московської області.
Член КПРС з 1977 року.
У 1983—1986 роках — інструктор Московського обласного комітету КПРС.
У 1986 році закінчив Московську Вищу партійну школу.
У 1986—1987 роках — заступник завідувача відділу Московського обласного комітету КПРС.
У 1987—1991 роках — 1-й секретар Калінінградського міського комітету КПРС Московської області.
З 1988 року навчався у Всесоюзному юридичному заочному інституті.
У січні — серпні 1991 року — секретар Московського обласного комітету КПРС.
У 1993—1996 роках — голова президії виконавчого комітету Московської обласної організації КПРФ.
З 1993 року — заступник генерального директора ВАТ «СПК Мосэнергострой»; генеральний директор ВАТ «Загорський оптико-механічний завод» Московської області; начальник інспекції Рахункової палати Російської Федерації; керівник секретаріату Асоціації контрольно-рахункових органів Російської Федерації.
З 2000-х років — професор, завідувач кафедри бухгалтерського обліку і аудиту Російського економічного університету імені Плеханова. Сфера наукових інтересів: управління державними фінансами, фінансовий контроль і управління бюджетними ресурсами муніципальних утворень.